# Die Einhornpirsch
Die Einhornpirsch (Originaltitel: Stalking the Unicorn, 1987) ist ein Roman von Mike Resnick, der die Genres Fantasy und klassische Detektivgeschichte vermischt. Die deutsche Ausgabe erschien 1997. Es folgten zwei weitere Romane mit denselben Figuren: Mallory und die Nacht der Toten (2011, ISBN 978-3-404-20645-2, Orig.: Stalking the Vampire, 2008) und Stalking the Dragon dann 2009.

## Handlung
Mallory ist Privatdetektiv in New York und verbringt Silvester mit einer Flasche Whiskey und übler Stimmung in seinem Büro. Seine Frau ist mit Mallorys Geschäftspartner nach Kalifornien durchgebrannt, nachdem sie einige der Klienten erpresst hatten. Weil einige dieser aufgebrachten Klienten sich auf dem Weg zu Mallorys Büro machen scheint der Abend tragisch zu enden. Die Handlung nimmt eine plötzliche Wendung, als der Elf Mürgenstürm sein Büro betritt.
Mürgenstürm ist Bewohner einer alternativen Welt und ebenfalls in ziemlichen Schwierigkeiten. Er war beauftragt ein wertvolles Tier zu bewachen, das Einhorn Larkspur. Er vernachlässigte seine Pflichten und das Einhorn wurde in Folge entführt. Das Leben des Elfen ist nun in Gefahr, deshalb möchte er Mallorys Dienste in Anspruch nehmen. Mallory sieht keinen anderen Ausweg aus seiner Misere, als Mürgenstürm in die Welt zu folgen und das Einhorn zu suchen. Im Erdgeschoss des Bürogebäudes von Mallory befindet sich ein Portal in dieses alternative New York.
Während der Detektiv den Tatort untersucht, entdeckt er die Augenzeugin Felina. Felina ist ein Katzenmädchen, die im Laufe der Handlung zu Mallorys loyaler Partnerin wird. Sie verrät ihm, dass der Schuldige der Leprechaun Gillespie ist. Dieser wiederum arbeitet für den gefährlichen und machtvollen Dämon Grundy, der für das aufkeimende Böse in beiden New Yorks verantwortlich ist. Inzwischen hat Grundy erfahren, dass Mallory Nachforschungen anstellt und versucht ihn nun von weiteren Ermittlungen abzuhalten. Mallory lässt sich nichtsdestotrotz von der Untersuchung abbringen und besucht auf der Spur des Einhorns das Museum of Natural History, das inzwischen ein Sammelpunkt für ausgestorbene aber wiederauferstandene Tiere geworden ist und den Central Park, der von Kaufleuten okkupiert worden ist, die völlig sinnlose Waren anbieten.
Während seiner Suche lernt er Eohippus kennen. Es handelt sich um ein Sechs Zoll kleines Pferd, das ihm helfen wird die führende Einhornexpertin zu finden: Colonel Winifred Carruthers, eine frühere Jägerin und jetzige Abenteurerin. Anders als Mürgenstürm, der mehr und mehr eher wie ein Helfershelfer des Verbrechens scheint, denn als das Opfer, entwickeln sich Eohippus und Carruthers zu nützlichen Verbündeten. Durch Winifreds Beziehungen kommt Mallory zu einem Kontakt mit dem Magier Great Mephisto, der ihm die Beweggründe der Tat erklärt. Im Kopf des Einhorn befindet sich ein Rubin, der Grundy die Fähigkeit geben würde sich frei zwischen den beiden Welten zu bewegen, und zusätzlich mehr Kraft auf ihn vereint, als er je hatte.
Nach einer langen Suche findet Mallory Gillespies Unterkunft im 13. Stock eines billigen Hotels, nur um festzustellen, dass der Leprechaun entflohen ist. Das Einhorn ist inzwischen tot und das Tor zwischen den beiden Welten schließt sich wieder. In der Zwischenzeit nimmt Gillespie Winifred und Eohippus gefangen. Der Detektiv erfährt von einer Auktion, auf der der Rubin versteigert werden soll. Auf dieser Auktion erscheint auch Grundy und scheint im Vorteil zu sein. Es stellt sich jedoch heraus, dass Mallory mit Hilfe von Felina den Rubin längst gefunden und aus dem Kopf des Einhorns entfernt hat. Grundy muss nun im Gegenzug für den Rubin Mallorys Freunde freilassen.
Mallory seinerseits hat kein Interesse daran, dass der Dämon die Macht erhält, sein Unwesen in beiden Welten zu treiben. Bevor die Passage zwischen den beiden Welten sich schloss, transferierte er den Rubin bereits in „sein“ New York. Das Treffen mit Grundy dient lediglich dem Zweck, dem Dämon diesen Umstand mitzuteilen. Nur die Tatsache, dass Grundy sich nicht sicher ist, ob Mallory die Wahrheit gesagt hat, bewegt den Dämon Mallory am Leben zu lassen – nicht ohne den Schwur abzugeben, sich bald an Mallory zu rächen. Mallory ist nicht unglücklich damit, dass er nun sein Leben im alternativen New York führen wird. Seiner Meinung nach macht seine Arbeit hier mehr Sinn, weil er mit seinen beiden verlässlichen Partnern und Felina dem Kampf gegen das Böse widmen kann.

## Genremix
John Justin Mallorys Abenteuer bedient sich der Elemente zweier verschiedener Genres und einer Anlehnung an Lewis Carroll.

### Detektiv
Mallory ist der archetypische Privatdetektiv und bedient viele Klischees: Einsamer Säufer, enttäuscht, niedergeschlagen und müde, Verbrecher dingfest zu machen, die letztendlich mit keinen oder glimpflichen Strafen wieder auf freien Fuß gesetzt werden. Er gilt als Zyniker und tendiert dazu ein Gerechtigkeitsfanatiker zu sein, der den Traum lebt, die Gerechtigkeit zurück in eine korrupte Welt zu bringen.
Ein weiteres Charakteristikum als Kriminalroman des Handlungsstrangs ist der Raub eines kostbaren Gegenstands, hier durch das Einhorn symbolisiert. Der Ermittler startet die Untersuchung, um das Leben seines Klienten zu retten. Typischerweise wird der Fall im Laufe der Zeit verworrener, bzw. komplexer. Der Gegenstand des Diebstahls enthält das eigentliche Ziel des Raubes, den Rubin. Der Rubin gewährt dem Besitzer nahezu unbegrenzte Kräfte und der eigentliche Kunde (Mürgenstürm) ist in Wahrheit an dem Verbrechen beteiligt und willens, den Detektiv zu hintergehen.
Im Verlauf der Untersuchung führt Resnick die klassischen Charaktere ein, die sich auch im Film noir wiederfinden: Die weibliche Partnerin des Detektivs, sehr attraktiv und ihren animalischen Instinkten folgend – dargestellt durch Felina; den mächtigen Gegner Grundy als Inbegriff des Bösen; den eher unbedeutenden aber gefährlichen Handlanger Gillespie. Im Verlaufe der Handlung sucht Mallory die eher düsteren Orte einer urbanen Ansiedlung auf: Nachtclubs, Bars, abgelegene Lagerhäuser, um die Angehörigen der einheimischen Unterwelt zu treffen: Zuhälter, Nachtportiers und Bodyguards.
Der Roman beinhaltet auch jede Menge anderer Anspielungen auf klassische Detektivromane im Stile Raymond Chandlers. So zum Beispiel einen Gegenstand zu stehlen, der wiederum zum Besitz eines weiteren noch wertvolleren Gegenstandes führt.

### Fantasy
Während der kriminalistische Teil das Grundgerüst liefert, füllt der Fantasyteil die Nuancen und Handlungsstränge des Romans auf und bildet den inhaltlich größten Teil. So beginnt die Handlung im „realen“ New York und bildet den eher bodenständigen Teil der Rahmenhandlung, der größte Teil spielt allerdings im alternativen, der Fantasy zuzuordnenden Teil New Yorks statt. Dieses New York wird bevölkert von Elfen, Gnomen, Dämonen und Geistern.
Ein interessanter Aspekt ist, dass Resnick hier im klassischen Fantasystil agiert und Fabelwesen benutzt, sowie auch Zauberstäbe, Amulette und Gemmen verwendet. Allerdings bricht er die klassischen Konventionen, weil er die „normalen“ Einwohner der alternativen Welt das Vorhandensein magischer Einflüsse bestreiten lässt und diese das ausschließlich mit wissenschaftlichen Argumenten erklären lässt.

### Parallelen zuAlice hinter Spiegeln
Zwischen dem fantastischen Universum Resnicks und dem Roman Alice hinter den Spiegeln von Lewis Caroll existieren eine Menge Parallelen. So ist in beiden Werken das Element des Schachspiels extrem wichtig. In der Einhornpirsch lässt Resnick den Trenchcoatträger mit dem Betrüger aufeinandertreffen, als einen ehemaligen Polizisten und einen ehemaligen Kriminellen, die beide seit 1937 ihrer Leidenschaft zum Schachspiel frönen. Die beiden haben die Regeln so harsch modifiziert, dass keiner der Kontrahenten eine Chance hat, ein Spiel zu gewinnen. Im alternativen New York tritt eine vergleichbare Situation auf, die durch Grundy und Mallory bestritten wird. Durch seinen Schritt, den Rubin in sein eigenes New York zu verbringen, sorgt Mallory für ein Patt.
Ein weiteres vergleichbares Element ist der Einsatz von Spiegeln bei beiden Autoren. Resnick schildert das alternative New York mitunter völlig überzogen und teilweise auch mit grotesken Handlungsweisen der Einwohner. Hier kämpfen mitunter die Polizeikräfte und die Verbrecher gemeinsam gegen die übersinnlichen Wesen und Geister. In der Alternativwelt sehr oft durch Erfolg belohnt ist es in der „realen“ Welt mitunter nicht möglich, offensichtliche Straftäter festzusetzen. Der symbolische Spiegel zeigt also die mitunter auftretende Machtlosigkeit eines Rechtsstaats gegenüber den unkonventionellen Möglichkeiten der „anderen“ Welt.

## Ausgabe
- Die Einhornpirsch, ISBN 3-453-12685-8